# Atelopus carauta
Atelopus carauta és una espècie d'amfibi pertanyent a la família dels bufònids, de la qual no hi ha cap registre confirmat des del 1973. Els seus hàbits de reproducció no són coneguts, tot i que hom creu que tenen lloc als rierols. És un endemisme colombià que viu entre 1.300 i 2.000 m d'altitud als boscos subandins i andins del vessant occidental de la Serralada Occidental del departament d'Antioquia al nord-oest de Colòmbia. Les seues principals amenaces són la desforestació en benefici de l'agricultura de plantació i, sobretot, la quitridiomicosi.